# Provensalska
Provensalska är en dialekt (eller språk, beroende på ståndpunkt) inom det occitanska språket (eller språkgruppen). Som namnet antyder talas den i den franska regionen Provence.
Tidigare användes namnet i en generell betydelse för det språk som idag brukar kallas occitanska.
Provensalskan står liksom italienskan och katalanskan i Spanien närmare latinet än vad franska gör. Den kallas också la langue d'oc, språket där "ja" heter oc, till skillnad från la langue d'oïl där "ja" heter oïl – i nutida franska oui. Provensalskan var ett fullt utbildat så kallat litteraturspråk redan på 1100-talet. 